# 三國侯爵列表
東漢建安二十年（215年），曹操將二十等爵的十八級至十五級分別改為名號侯、關中侯、關外侯、五大夫，與舊有的二十級爵列侯、十九級爵關內侯合計六等，以賞軍功。曹魏因襲其制。蜀漢、孫吳則承襲舊制，侯爵僅有列侯、關內侯二等。列侯置家臣，食邑千戶以上者置家丞、庶子各一人，不滿千戶者僅置庶子一人。
曹魏咸熙元年（264年），在列侯之上增设五等爵，其中第二等為侯爵，分大國侯（地方七十里，食邑1600戶）、次國侯（地方六十五里，食邑1400戶）兩級。侯置國官五人，其中相一人，典祠、典書、典衛、典禮等令長各一人；又配國吏四十四人，其中車前司馬八人，旅賁三十六人；又置妾五人。
以下列出三國可考的各類侯爵。

## 關內侯

### 曹魏

#### 東漢舊爵
- 關內侯（208年－太和中）傅巽[5]
- 關內侯（214年－）楊阜
  -     - 關內侯楊豹[6]
- 關內侯（215年－）李休[7]
- 關內侯（215年－220年）郭憲
  - 關內侯（正始初－）郭某[8]
- 關內侯（220年－）典滿[9]
- 關內侯（220年－）龐會，食邑百戶，進封臨渭亭侯
- 關內侯（220年－）龐氏，龐德子三人，食邑各百戶[10]
- 關內侯（220年－221年）劉廙
  - 關內侯劉阜，劉廙弟子[11]

#### 文帝始賜爵
- 關內侯（220年－）田續[12]
- 關內侯（220年－223年）邢顒
  - 關內侯邢友[13]
- 關內侯（220年－226年）劉曄，進封東亭侯[14]
- 關內侯（220年－）龐淯
  - 關內侯龐曾[15]
- 關內侯（220年－226年）徐宣，進封津陽亭侯[16]
- 關內侯（220年－226年）高柔，進封延壽亭侯[17]
- 關內侯（220年－223年）辛毗，進封廣平亭侯[18]
- 關內侯（220年－222年）劉放，進封魏壽亭侯[19]
- 關內侯（221年－）董訪，食邑百戶[20]
- 關內侯（221年－太和中）張恭[21]
- 關內侯（－222年）賈逵，進封陽里亭侯[22]
- 關內侯（222年－226年）孫資，進封樂陽亭侯[19]
- 關內侯（222年－223年）趙儼，進封宜土亭侯[23]
- 關內侯（223年－）張翁歸[24]
- 關內侯鬷弘[25]
- 關內侯夏侯氏，夏侯惇七子二孫等九人，食邑共千戶
- 關內侯（黃初中－正始中）夏侯霸，進封博昌亭侯[26]
- 關內侯劉靖，進封廣陸亭侯[27]
- 關內侯溫生[28]
- 關內侯任覽[29]
- 關內侯桓氏，桓階子三人
- 關內侯桓祐
- 關內侯桓纂[30]
- 關內侯裴潛，進封清陽亭侯[31]
- 關內侯徐邈，進封都亭侯[32]
- 關內侯薛悌
- 關內侯王思
- 關內侯郤嘉[33]
- 關內侯司馬孚，進封昌平亭侯[34]
- 關內侯（225年－）張某，食邑百戶，張遼子
- 關內侯（225年－）李某，食邑百戶，李典子[35]
- 關內侯（226年－）夏侯奉，食邑三百戶[36]

#### 明帝始賜爵
- 關內侯（226年－）司馬芝
  - 關內侯司馬岐
    - 關內侯司馬肇[37]
- 關內侯（226年－）董某，食邑百戶，董昭子[38]
- 關內侯（226年－239年）蔣濟，進封昌陵亭侯[39]
- 關內侯（226年－238年）崔林，進封安陽亭侯[40]
- 關內侯（226年－）牽招
  - 關內侯牽嘉[41]
- 關內侯（226年－正始中）王昶，進封武觀亭侯[42]
- 關內侯（226年－）許某，許褚子
- 關內侯許氏，許褚子孫二人[43]
- 關內侯（228年－）杜基[44]
- 關內侯夏侯威、夏侯惠、夏侯和和夏侯某四人[26]
- 關內侯曹某，食邑百戶，曹遵子
- 關內侯朱某，食邑百戶，朱讚子[45]
- 關內侯張某，張郃子[46]
- 關內侯高堂隆
  - 關內侯高堂琛[47]

#### 齊王始賜爵
- 關內侯（239年－）盧毓，進封高樂亭侯[48]
- 關內侯（239年－249年）孫禮，進封大利亭侯[49]
- 關內侯（正始中－）劉劭
  - 關內侯劉琳[50]
- 關內侯（正始中－255年）荀顗，進封萬歲亭侯[51]
- 關內侯（249年－254年）王觀，進封中鄉亭侯[52]
- 關內侯（249年－254年）鄧艾，進封方城亭侯[53]
- 關內侯（252年－254年）王基[54]
- 關內侯（嘉平末－254年）傅嘏，進封武鄉亭侯[55]

#### 高貴鄉公始賜爵
- 關內侯（254年－255年）鍾會，進封東武亭侯[56]
- 關內侯（254年－255年）王祥，進封萬歲亭侯[57]
- 關內侯（254年－263年）阮籍[58]
- 關內侯（254年－258年）魯芝，食邑二百戶→四百戶，進封武進亭侯[59]
- 關內侯（255年－）王氏，王昶子二人[60]
- 關內侯（255年－）王喬，食邑二百戶[61]
- 關內侯（258年－）文鴦
- 關內侯（258年－）文虎[62]
- 關內侯鄭小同[63]
- 關內侯（－264年）荀勖，進封安陽子[64]

#### 元帝始賜爵
- 關內侯（264年－）段灼[65]
- 關內成侯（264年－280年）鄭默[66]
- 關內侯（264年－）羊琇
- 關內侯（264年－）朱撫
- 關內侯（264年－）孫彧[67]
- 關內侯（264年－）郤正[68]
- 關內侯（265年－）張倚[69]

#### 始賜爵者不詳
- 關內侯（－250年）胡質，追進封陽陵亭侯[70]
- 關內侯（254年見）孫邕
- 關內侯（254年見）武陔
- 關內侯（254年見）□超
- 關內侯（254年見）郭芝[71]
- 關內侯臧某，臧霸子
- 關內侯文厚[72]
- 關內侯陳氏，陳泰子弟二人[73]
- 關內侯王某，王基子[74]
- 關內侯司馬遂，進封平昌亭侯
- 關內侯司馬遜，進封城陽亭侯[75]

### 蜀漢

#### 先主始賜爵
- 關內靖侯（追賜）龐統[76]
- 關內剛侯（219年－220年）黃忠[77]
- 關內侯（220年－）法邈[78]

#### 後主始賜爵
- 關內侯（223年－228年）楊洪[79]
- 關內侯（建興初－）王謀[80]
- 關內侯（234年－）張翼[81]
- 關內侯（－254年）張嶷
  - 關內侯張護雄[82]
- 關內侯（建興中－）劉邕
  - 關內侯劉式[83]
- 關內侯宗預[84]
- 關內侯（258年－）陳粲[85]

### 孫吳

#### 大帝始賜爵
- 關內侯吳碩
- 關內侯張梁[86]
- 關內侯黃柄（229年－）[87]
- 關內侯周魴[88]

## 名號侯

### 魏文帝始賜爵
- 崇德侯（220年－）劉珪，博陵王降爵[89]
- 崇德侯（220年－）劉羡，東海王降爵
- 崇德侯（220年－）劉契，沛王降爵
- 崇德侯（220年－）劉凱，東平王降爵
- 崇德侯（220年－）劉佗，任城王降爵[90]
- 崇德侯（220年－）劉祗，彭城王降爵
- 崇德侯（220年－）劉彌，梁王降爵[91]
- 崇德侯（220年－）劉陔，河閒王降爵
- 崇德侯（220年－）劉開，濟南王降爵[92]
- 宗聖侯（221年－）孔羨，食邑百戶[93]
  - 孔□[94]
    - 宗聖侯（－267年）孔震，進封奉聖亭侯[95]

### 始賜爵者不詳
- 守善羌侯（237年前後）宕蕈[96]

## 關中侯

### 魏文帝始賜爵
- 關中侯（220年－222年）孫資，進爵關內侯[19]

### 魏齊王始賜爵
- 關中侯（254年追賜）劉整
  - 關中侯劉某
- 關中侯（254年追賜）鄭像
  - 關中侯鄭某[97]

### 魏元帝始賜爵
- 關中侯（260年－264年）羊祜，進封鉅平子[98]
- 關中侯（264年－266年）侯史光，進封臨海侯[99]

### 始賜爵者不詳
- 關中侯（－264年）李胤，進封廣陸伯[100]

## 侯（五等爵）

### 魏元帝始封
| 封爵   | 班   | 食邑   | 姓名   | 在位時間     | 五等開建時官職               | 原先爵位 | 晉代魏後進封 |
| 壽光侯 |      |        | 鄭沖   | 264年－265年 | 太保                         | 列侯     | 壽光公       |
| 睢陵侯 | 大國 | 1600戶 | 王祥   | 264年－265年 | 侍中、太尉                   | 萬歲亭侯 | 睢陵公       |
| 朗陵侯 |      |        | 何曾   | 264年－265年 | 司徒                         | 潁昌鄉侯 | 朗陵公       |
| 臨淮侯 |      |        | 荀顗   | 264年－265年 | 司空                         | 鄉侯     | 臨淮公       |
| 安昌侯 |      |        | 司馬攸 | 264年－265年 | 衛將軍                       | 舞陽侯   | 齊王         |
| 郯侯   |      |        | 陳騫   | 264年－265年 | 都督荊州諸軍事、征南大將軍   | 廣陵侯   | 高平公       |
| 毋極侯 |      |        | 甄溫   | 264年－      | 侍中、輔國大將軍             | 安陽鄉侯 | 未進封       |
| 順陽侯 |      |        | 司馬望 | 264年－265年 | 都督雍涼二州諸軍事、征西將軍 | 安樂鄉侯 | 義陽王       |
| 菑陽侯 |      |        | 衛瓘   | 264年－265年 | 都督徐州諸軍事、鎮東將軍     | 聞陽鄉侯 | 菑陽公       |
| 東牟侯 |      |        | 司馬駿 | 264年－265年 | 都督淮北諸軍事、安東將軍     | 平壽侯   | 汝陰王       |
| 博陵侯 | 次國 | 1400戶 | 王沈   | 264年－265年 | 都督江北諸軍事、征虜將軍     | 安平侯   | 博陵公       |
| 臨沂侯 |      |        | 賈充   | 264年－265年 | 都督關中隴右諸軍事、中護軍   | 安陽侯   | 魯公         |
| 臨潁侯 |      |        | 賈充   | 265年        | 都督關中隴右諸軍事、中護軍   | 安陽侯   | 魯公         |
| 昌國侯 |      |        | 任愷   | 264年－284年 | 侍中                         |          | 未進封       |
| 廣川侯 | 次國 | 1400戶 | 裴秀   | 264年－265年 | 尚書僕射                     | 縣侯     | 鉅鹿公       |
| 大梁侯 |      |        | 盧欽   | 264年－278年 | 吏部尚書                     | 大利亭侯 | 未進封       |
| 薛侯   |      |        | 武陔   | 264年－      | 太僕                         | 亭侯     | 未進封       |
| 雩婁侯 |      |        | 何楨   | 264年－      | 廷尉                         |          | 未進封       |